# Tom Milne
Tom Milne (* 2. April 1926 in Malakka, Malaysia; † 14. Dezember 2005 in Aberdeen, Schottland) war ein britischer Theater- und Filmkritiker, Autor und Übersetzer.

## Leben
Tom Milne wurde 1926 im malaysischen Malakka als jüngstes Kind einer britischen Familie geboren. Er hatte zwei ältere Schwestern, Elma und Eileen, die ebenfalls in Malaysia geboren wurden. Im Alter von 9 Jahren wurde er nach Aberdeen geschickt, wo er die Angusfield Preparatory School besuchte. Später studierte er am Trinity College Glenalmond. Während des Zweiten Weltkrieges diente er beim Fleet Air Arm der Royal Navy als Meteorologe. Ab 1945 diente er in Neuguinea.
Bei Kriegsende kehrte Milne nach Aberdeen zurück. Später studierte er an der Pariser Sorbonne und unterrichtete in einem französischen Lyzeum. Nach einiger Zeit zog  er nach London und arbeitete in einem Antiquariat, verfasste Theaterkritiken für die Magazine Theatre Workshop und Encore und übersetzte Bücher aus dem Französischen ins Englische.
Milne verfasste zunehmend Filmkritiken und trat in den 1960er Jahren dem British Film Institute (BFI) bei, wo er als Associate Editor von Sight & Sound und Editor des Monthly Film Bulletin wirkte. Nachdem er das BFI verlassen hatte, schrieb Milne als freischaffender Filmkritiker für die Times, die Financial Times und den Observer. Daneben edierte er die ersten drei Ausgaben des jährlich veröffentlichte Filmkompendiums Time Out Film Guide und schrieb Beiträge für das Oxford Companion to the Theatre.
Milne übersetzte auch die Untertitel für 391 französische Filme ins Englische. Diese Arbeit setzte er bis ins hohe Alter fort.
1993 zog er sich weitgehend ins Privatleben zurück und lebte seither bei seiner Schwester Eileen in Aberdeen. Dort verstarb er im Dezember 2005 im Alter von 79 Jahren.

## Schriften
- Losey on Losey. (buchlanges Interview mit Joseph Losey), Doubleday, 1968.
- Mamoulian. Thames and Hudson, 1969, ISBN 0-500-48012-5.
- The Cinema of Carl Dreyer. A. S. Barnes, 1971, ISBN 0-498-07711-X.
- mit Phil Hardy: The Encyclopedia of Horror Movies: The Complete Film Reference. Hamlyn, 1986, ISBN 0-06-055050-3.

## Übersetzungen
- Jean-Luc Godard: Godard On Godard. DaCapo Press, 1986, ISBN 0-306-80259-7.
- Bernard Eisenschitz: Nicholas Ray: An American Journey. Faber & Faber, 1996, ISBN 0-571-17830-8.